# 창선·삼천포대교

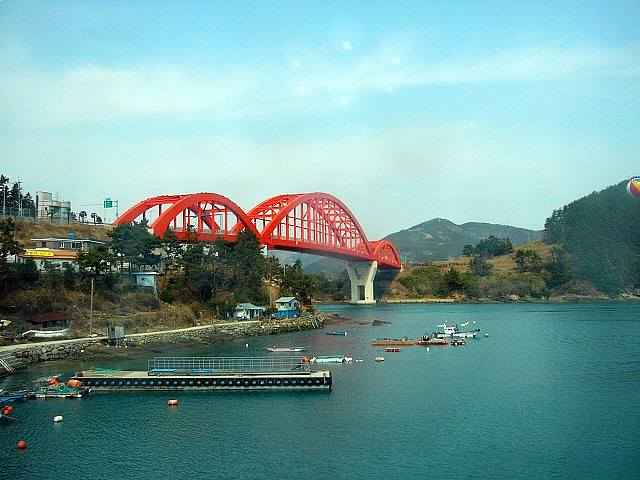
창선대교

창선·삼천포대교(昌善·三千浦大橋, Changsun-Sachunpo Bridge)는 대한민국 경상남도 사천시와 남해군을 연결하는 삼천포대교, 초양대교, 늑도대교, 창선대교, 단항교 5개의 교량으로 구성된 대교이다. 늑도, 초양도, 모개도를 디딤돌 삼아 사천시 삼천포 지역과 남해군 창선도 사이를 연결한다. 총 길이는 3.4 km로, 1995년 2월에 착공해 2003년 4월 28일 개통되었으며, 2006년 7월에는 대한민국 건설교통부가 발표한 '한국의 아름다운 길 100선'에서 대상에 선정되기도 했다.
국도 제3호선 및 국도 제77호선의 일부이며, 가변차로제를 시행하고 있다. 세 섬을 육지와 연결해주는 중요한 구실을 하고 있으며, 남해군 쪽에서는 기존의 남해대교와 함께 육지로 통하는 새로운 길이 열리게 되었으며, 기존 남해대교를 이용하는 것에 비해 부산·경남 각지와의 이동 소요시간이 크게 단축되었다.
한편 양 자치단체에서는 지역 홍보를 위한 여러 시설을 갖추었다. 남해군쪽에서는 창선대교 입구에 '창선대교타운'이라는 수협 활어 위판장, 레스토랑, 활어회 센터, 특산물 판매장, 자동차 극장 등의 시설을 완비해두고 있다. 사천시도 역시 삼천포대교 입구 인근에 '삼천포대교 기념공원'이라는 공원을 만들었다. 늑도와 초양도가 연륙도가 되면서 주민들의 삶에도 많은 변화를 겪고 있다.

## 도로
창선·삼천포대교는 국도 제3호선과 국도 제77호선이 지나가며, 대교의 도로는 전체 3차선으로 중앙분리대가 없고 황색 점선이 그여 있어 상행 1차선+하행 2차선 또는 상행 2차선+하행 1차선과 같은 가변차로 방식으로 탄력적으로 차선을 운영하고 있다.
| 창선·삼천포대교 가변차로 | 창선·삼천포대교 가변차로 | 창선·삼천포대교 가변차로 | 창선·삼천포대교 가변차로 |
| ------------------------ | ------------------------ | ------------------------ | ------------------------ |
| 상행 1차로 + 하행 2차로  | ↓                        | ↓                        | ↑                        |
| 상행 2차로 + 하행 1차로  | ↓                        | ↑                        | ↑                        |

창선·삼천포대교 가변차로 구간
- 창선대교 구간
- 늑도 구간
- 초양도 구간
- 삼천포대교
- 가변차로 종료 구간

## 같이 보기
- 남해 창선대교 붕괴사고
- 삼천포
- 창선면